# GNOME Shell

La interfaz gráfica GNOME Shell trabaja con teclado y dispositivo apuntador y también con pantalla táctil.

GNOME Shell es la interfaz de usuario básica del entorno de escritorio GNOME, a partir de su versión 3.0. GNOME Shell reemplaza a GNOME Panel, controla la gestión de ventanas y rompe con el modelo de escritorio usado en versiones anteriores de GNOME.
GNOME Shell utiliza Mutter, un gestor de composición de ventanas basado en el anterior Metacity, y la biblioteca Clutter para proporcionar efectos visuales y aceleración de gráficos.

## Recepción
GNOME Shell ha recibido controversia por parte de la comunidad del software libre debido a que la integración con Mutter que se ha planeado significaría que los usuarios de GNOME Shell no podrían optar por un gestor de ventanas alternativo sin dañar su escritorio. De manera particular, los usuarios no podrían utilizar Compiz mientras GNOME Shell se esté ejecutando. Sin embargo, aún será posible para los usuarios ejecutar el anterior GNOME Panel en lugar de GNOME Shell con cualquier otro gestor de ventanas, con la desventaja de que este ya no recibirá mayor desarrollo.
El 25 de octubre de 2010, Mark Shuttleworth anunció que las versiones futuras de Ubuntu utilizarán su propio entorno de escritorio, Unity, en lugar de GNOME Shell generando mucha polémica entre los usuarios de esta distribución de GNU/Linux.
En agosto de 2011, Linus Torvalds declaró que consideraba a GNOME Shell un «desastre endemoniado»,  debido a sus errores de diseño y mala experiencia de usuario. Aunque a principios de 2013 reconoció que vuelve a usar GNOME 3 gracias a algunas de las extensiones disponibles que hacen recuperar algunas de las funciones antiguas.

### Compatibilidad
Es conocido desde el inicio del desarrollo que las tarjetas gráficas SiS son incapaces de correr el shell junto con otra buena gama de tarjetas de bajo coste, el equipo de desarrollo ha recibido múltiples correos referidos a estos incidentes y en la mayoría ha terminado diciendo: «compre otra tarjeta de video compatible o contacte con la compañía para pedirles que desarrollen un controlador compatible».
Las tarjetas de vídeo SiS son mayormente utilizadas en notebooks, netbooks y nettops de bajo coste y en algunas placas de equipos de sobremesa. Desde la empresa SiS han declarado que no lanzará ninguna clase de controlador para GNU/Linux y pide a los usuarios que migren a Windows si quieren visualizar efectos 3D correctamente.[cita requerida]
El equipo de Gnome en respuesta a las numerosas peticiones, generó el modo Fallback (Classic) para todo aquel hardware incompatible o incapaz de correr el Shell, este es semejante a Gnome 2 incluyendo sus opciones de configuración (en modo Fallback es necesario presionar la tecla ALT y luego pulsar con el botón derecho para acceder a las opciones de configuración de los paneles), sin embargo también se ha dicho que este modo es solo transicional y que será luego eliminado, pero no se ha mencionado que se hará tras esta transición con el hardware incompatible.